# Maccullochella peelii
El bacalao del Murray (Maccullochella peelii) es un gran pez depredador australiano de agua dulce del género Maccullochella de la familia Percichthyidae. Aunque la especie se denomina bacalao en la jerga vernácula, no está emparentado con el bacalao marino del hemisferio norte (Gadus). El bacalao del Murray es una parte importante de la fauna vertebrada de Australia -como depredador en el sistema fluvial Murray-Darling- y también es significativo en la cultura humana de Australia. El bacalao del Murray es el pez de agua dulce más grande de Australia y uno de los más grandes del mundo. Otros nombres comunes del bacalao del Murray son bacalao, pez verde, goodoo, bacalao del río Mary, perca del Murray, ponde, pondi y bacalao de agua dulce de Queensland.
El nombre científico del bacalao del Murray deriva de un antiguo investigador de peces australiano, Allan Riverstone McCulloch, y del río en el que el explorador Major Mitchell describió científicamente la especie por primera vez, el río Peel. Durante varios años se cambió a M. peelii peelii para diferenciar el bacalao del Murray del bacalao del río Mary, que se designó como subespecie del bacalao del Murray. Sin embargo, a partir de 2010, el bacalao del río Mary ha sido elevado a la categoría de especie completa (M. mariensis), por lo que el bacalao del Murray ha vuelto simplemente a M. peelii.
Las poblaciones de bacalao del Murray han sufrido un grave declive desde la colonización europea de Australia debido a diversas causas, entre ellas la sobrepesca, la regulación fluvial y la degradación del hábitat, y actualmente figuran en la lista de especies amenazadas. Sin embargo, antaño habitaban en gran número casi toda la cuenca del Murray-Darling, el mayor sistema fluvial de Australia.
Se trata de un pez longevo, carnívoro, que se alimenta de crustáceos (gambas, yabbies, cangrejos), peces y mejillones de agua dulce. La especie muestra un alto grado de cuidado parental de sus huevos, que desovan en primavera y suelen depositar en troncos huecos u otras superficies duras. El bacalao del Murray es una especie popular para la pesca con caña y la acuicultura. A menudo disponible en el comercio de acuarios, también es una especie de acuario popular en Australia.

## Descripción

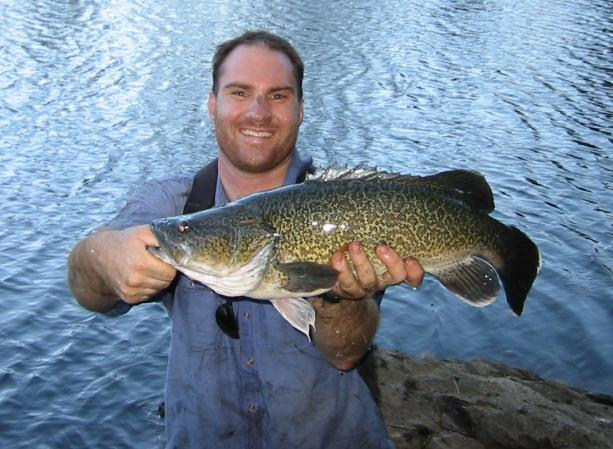
Un bacalao del Murray, con su característica coloración verde moteada.

El bacalao del Murray es un pez grande parecido al mero, de cuerpo alargado y profundo y sección transversal redondeada. Tiene una cabeza ancha y redondeada y una boca grande con almohadillas de dientes muy pequeños en forma de aguja. Las mandíbulas del bacalao de Murray son iguales o la inferior sobresale ligeramente.
La aleta dorsal espinosa del bacalao de Murray es de altura moderada a baja y está parcialmente separada por una muesca de la aleta dorsal blanda, alta y redondeada. Las aletas dorsal blanda, anal y caudal (cola) son grandes y redondeadas, de color gris oscuro o negro con bordes blancos bien definidos. Las aletas pectorales, grandes y redondeadas, suelen tener un color similar al de los flancos. Las aletas pélvicas son grandes, angulosas y están situadas por delante de las pectorales. Los radios anteriores de color blanco de las aletas pélvicas se dividen en dos filamentos blancos posteriores, mientras que las aletas pélvicas en sí suelen ser de color blanco translúcido o crema, tendiendo a la opacidad en los peces grandes.
El bacalao del Murray es de color blanco a crema en la superficie ventral (vientre). El dorso y los flancos suelen ser de color verde amarillento a verde, cubierto de un moteado verde más oscuro, pero ocasionalmente marrón o negro. El efecto es un aspecto jaspeado que a veces recuerda a las marcas de un leopardo. La coloración está relacionada con la claridad del agua; la coloración es intensa en los peces de hábitats de aguas claras. El bacalao del Murray de tamaño pequeño a mediano de hábitats de aguas claras suele tener una coloración llamativa y muy definida. Los peces muy grandes tienden a una coloración gris verdosa moteada.

### Tamaño
El bacalao del Murray es un pez de gran tamaño, con ejemplares adultos que suelen alcanzar los 80-100 cm (31-39 pulgadas) de longitud. El bacalao del Murray es capaz de superar con creces 1 m de longitud y el más grande del que se tiene constancia superaba 1,8 m y pesaba unos 113 kg. Los peces reproductores de gran tamaño son raros en la mayoría de las poblaciones salvajes hoy en día debido a la sobrepesca.

## Especies relacionadas

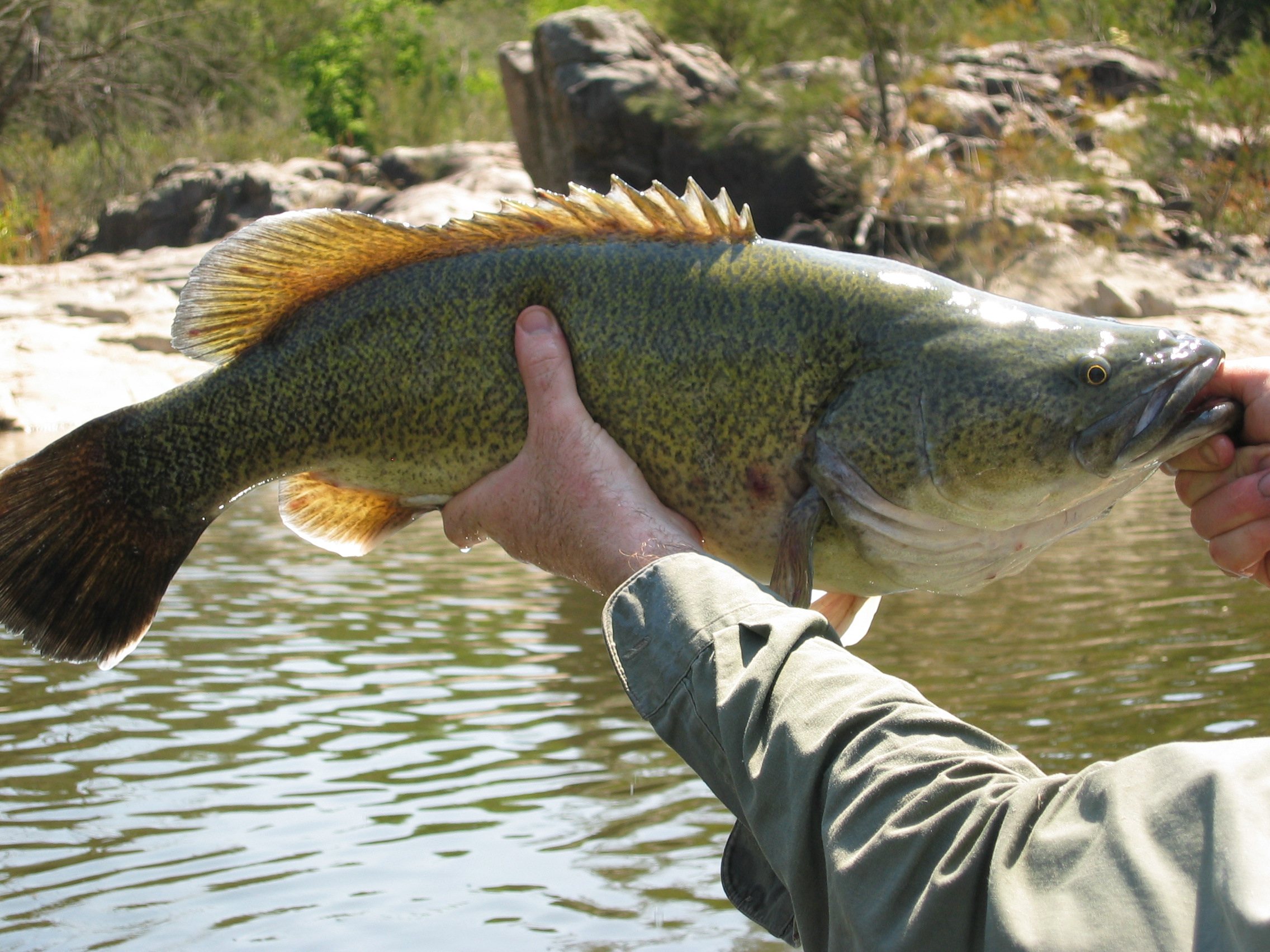
El bacalao del Murray se adentra distancias significativas en hábitats fluviales de tierras altas.

El bacalao del Murray sigue un patrón presente en los géneros de peces autóctonos de Murray-Darling de especiación en especies de tierras bajas y especies especialistas de tierras altas: el bacalao del Murray es la especie predominante de las tierras bajas y el bacalao trucha (Maccullochella macquariensis), en peligro de extinción, es la especie especialista de las tierras altas. En el caso del bacalao, la pauta es ligeramente borrosa porque, al ser peces adaptables y con éxito, el bacalao del Murray se desplaza distancias significativas hacia hábitats de tierras altas, mientras que el bacalao trucha, ahora en peligro de extinción, se aleja (o se alejaba, antes de su declive) mucho más abajo de la zona de transición entre tierras altas y bajas, que puede ser extensa en los ríos Murray-Darling. No obstante, el patrón básico de especiación en una especie principalmente de tierras bajas y una especie especializada en tierras altas está presente.
El bacalao del Murray, al igual que otras especies de peces autóctonos del Murray-Darling, también ha conseguido cruzar la Gran Cordillera Divisoria al menos una vez mediante capturas fluviales naturales, lo que ha dado lugar a varias especies y subespecies de bacalao costero. Las más conocidas son el bacalao de agua dulce oriental del sistema del río Clarence, en el norte de Nueva Gales del Sur, y el bacalao del río Mary, en el sistema del río Mary, en el sureste de Queensland, ambas especies en peligro de extinción, pero que sobreviven en la actualidad. El bacalao costero también se encontraba en el sistema fluvial de Richmond, en el norte de Nueva Gales del Sur, y en el sistema fluvial de Brisbane, en el sur de Queensland, pero se ha extinguido.

## Taxonomía
En la descripción original de Mitchell, clasificó el pez como «Familia, Percidae; Género, Acerina; Subgénero, Gristes, Cuv. o Growler; Especies, Gristes peelii mihi, o Bacalao», observando «Este pez puede ser idéntico al pez descrito por MM. Cuvier y Valenciennes Volumen 3 página 45 bajo el nombre de Gristes macquariensis pero difiere de su descripción...".
En la década de 1800 y principios de 1900, los pescadores comerciales, los pescadores recreativos, los residentes de las riberas y algunos científicos pesqueros (por ejemplo, Anderson, Stead, Langtry) reconocieron claramente dos especies de bacalao en el sur de la cuenca Murray-Darling, el bacalao Murray y el bacalao trucha o «bacalao de nariz azul». Sin embargo, desde el punto de vista taxonómico abundaba la confusión. Haciendo caso omiso de las evidentes diferencias de tamaño en la madurez sexual, y mediante un razonamiento poco científico, algunos destacados científicos pesqueros (por ejemplo, Whitley) insistieron en reconocer una sola especie de bacalao: el bacalao de Murray (denominado entonces Maccullochella macquariensis, en honor a un antiguo investigador australiano de peces apellidado McCulloch y al río Macquarie, en Nueva Gales del Sur, donde se capturó el holotipo). Posteriormente, a medida que el bacalao trucha fue disminuyendo hasta casi extinguirse en la década de 1900, la distinción entre las dos especies se fue erosionando aún más y, finalmente, se cuestionó. En la década de 1970, las primeras técnicas genéticas confirmaron que el bacalao trucha era una especie distinta y demostraron además que el espécimen original de «bacalao del Murray» era en realidad un bacalao trucha. Siguiendo las reglas de la clasificación científica, el nombre M. macquariensis se mantuvo con el espécimen original, ahora conocido como bacalao trucha, y se acuñó un nuevo nombre, M. peelii, para el río Peel, donde se capturó el nuevo holotipo, para el bacalao Murray. Posteriormente, se identificaron otros dos bacalaos como especies separadas, el bacalao de agua dulce oriental (M. ikei) y el bacalao del río Mary (M. mariensis).

## Hábitat
El bacalao del Murray debe su nombre al río Murray, que forma parte de la cuenca Murray-Darling en el este de Australia, el sistema fluvial más grande e importante de Australia, que drena alrededor del 14% del continente.  El área de distribución natural del bacalao del Murray abarca prácticamente toda la cuenca del Murray-Darling, en particular las zonas de tierras bajas, y se extiende hasta las zonas de tierras altas - hasta unos 700 m (2.300 pies) de elevación en la mitad sur de la cuenca y hasta unos 1.000 m (3.300 pies) en la mitad norte de la cuenca.

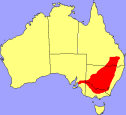
Distribución del bacalao de Murray

En consecuencia, el bacalao del Murray habita en una variedad de hábitats extraordinariamente amplia, desde arroyos frescos, claros y de corriente rápida con estructura de riffle y poza y sustratos rocosos en zonas de tierras altas hasta ríos grandes, de corriente lenta y serpenteantes en las extensas tierras bajas aluviales de la cuenca Murray-Darling. El bacalao del Murray ha desaparecido en muchos de sus hábitats de tierras altas, especialmente en el sur de la cuenca Murray-Darling, debido a una combinación de sobrepesca, sedimentación, presas y diques que bloquean la migración, contaminación por inmersión de ovejas con arsénico, minería y, en algunos casos, repoblaciones de truchas introducidas, lo que provoca competencia entre los juveniles de bacalao del Murray y las especies de truchas introducidas. El bacalao del Murray también se ha introducido en otras cuencas hidrográficas, como la cuenca del Cooper en Queensland.

## Tiempo de vida
El bacalao del Murray es muy longevo, lo que es característico de muchos peces autóctonos de agua dulce de Australia. La longevidad es una estrategia de supervivencia en un entorno australiano variable para garantizar que la mayoría de los adultos participen en al menos un acontecimiento excepcional de desove y reclutamiento, que a menudo están relacionados con años inusualmente húmedos de La Niña y sólo pueden ocurrir cada una o dos décadas. El bacalao del Murray es el pez autóctono de agua dulce más longevo de Australia. El bacalao del Murray más viejo hasta la fecha tenía 48 años, y los ejemplares aún más grandes de años pasados dejan pocas dudas de que la especie puede alcanzar edades considerablemente mayores, de 70 años o más.

## Alimentación
El bacalao del Murray es el depredador acuático por excelencia de los ríos de la cuenca Murray-Darling y se alimenta de casi todo lo que sea más pequeño que él, incluidos peces con aletas como el bacalao de Murray, la perca dorada, la perca plateada, el sargo óseo, el siluro de cola anguila, el gobio carpa occidental y el eperlano australiano, y peces introducidos como la carpa, la carpa dorada y la gallineta (perca inglesa), así como crustáceos como la yabbia, el camarón de agua dulce y el cangrejo de río de Murray. El bacalao se alimenta de peces cuando éstos son abundantes en los hábitats de los ríos bajos y embalses, pero los crustáceos tienden a dominar la dieta en condiciones naturales, y en el pasado solían comer almejas de agua dulce. También se sabe que el bacalao se alimenta de patos, cormoranes, tortugas de agua dulce, dragones de agua, serpientes, ratones y ranas. Las observaciones de los pescadores recreativos que pescan bacalao del Murray con señuelos de superficie por la noche revelan que la descripción popular del bacalao del Murray como depredador demersal de emboscada es sólo parcialmente correcta. Si bien este comportamiento es típico durante el día, por la noche el bacalao del Murray es un depredador pelágico activo, que se aventura en aguas poco profundas y con frecuencia captura presas de la superficie.

## Reproducción

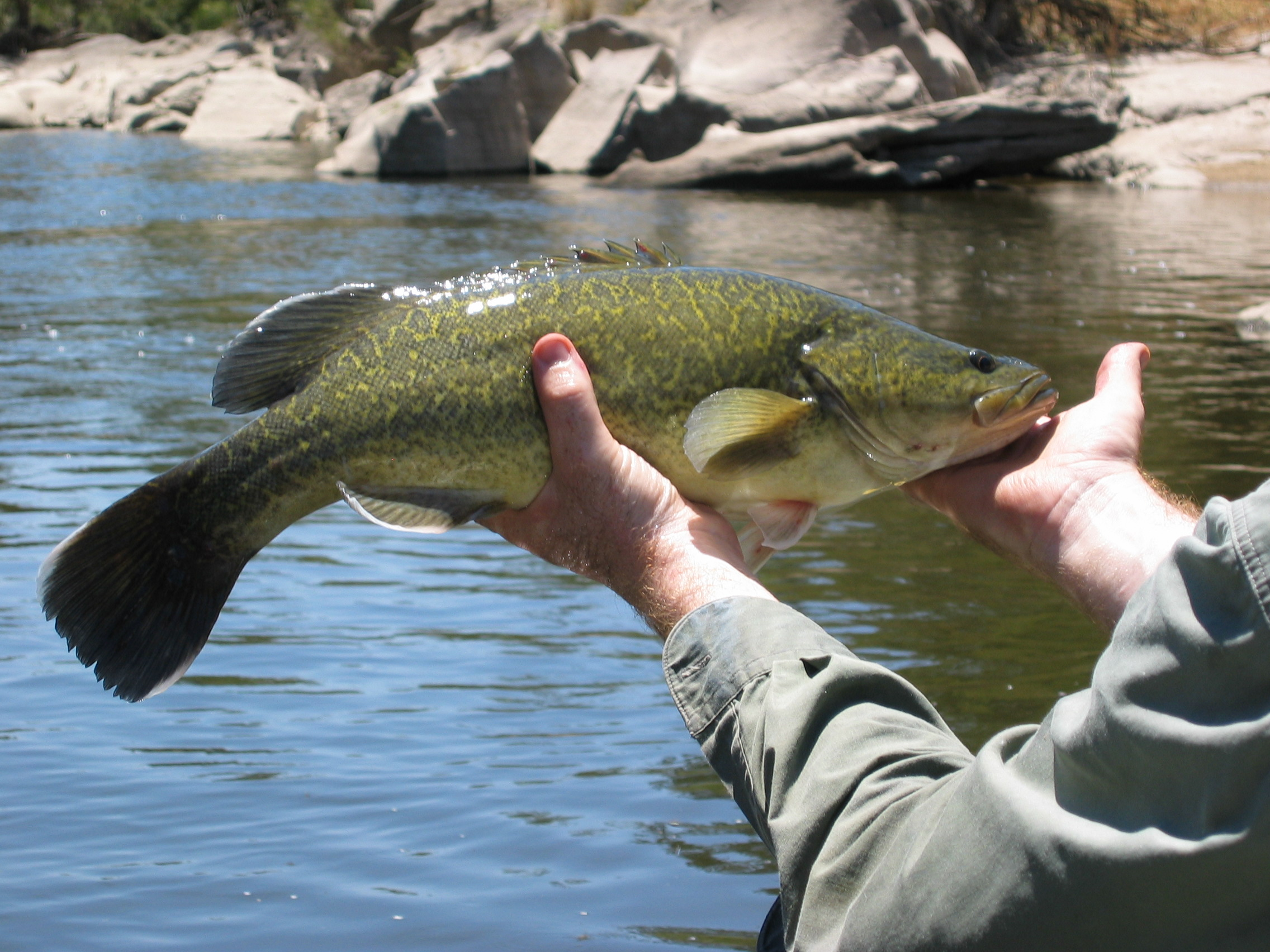
Un pequeño bacalao del Murray de una carrera en un río de tierras altas

El bacalao del Murray alcanza la madurez sexual entre los cuatro y los seis años de edad, generalmente a los cinco. La madurez sexual del bacalao del Murray depende de la edad. Por lo tanto, aproximadamente el 70% del bacalao de Murray salvaje de río, con su tasa de crecimiento más lenta, ha alcanzado la madurez sexual a los 50 cm de longitud. El bacalao salvaje de los embalses como el lago Mulwala, con una tasa de crecimiento más rápida, no alcanza la madurez sexual hasta que supera con creces los 60 cm de longitud. Estos datos indican claramente que el límite de tamaño de 50 cm para el bacalao de Murray es inadecuado y debería aumentarse sustancialmente para permitir una mayor probabilidad de reproducción antes de la captura.
Las hembras grandes de bacalao del Murray, de entre 15 y 35 kg, son las reproductoras más importantes porque producen la mayor cantidad de huevos y por otras razones; las hembras grandes de la mayoría de las especies de peces también son importantes porque producen larvas más grandes con sacos vitelinos más grandes, y también son reproductoras más experimentadas que muestran comportamientos reproductivos óptimos. Estas hembras grandes también pueden tener genes valiosos y exitosos que transmitir. Todos estos factores significan que los desoves de peces hembra grandes tienen tasas de supervivencia larvaria mucho más altas y contribuyen mucho más a la reproducción que los desoves de peces hembra pequeños.  No es sorprendente que no sea cierta la afirmación de algunos pescadores recreativos de que «el bacalao Murray grande no se reproduce».
Las hembras de bacalao del Murray, al alcanzar por primera vez la madurez sexual, no superan los 10.000 huevos. Las hembras de bacalao del Murray de gran tamaño pueden llegar a tener entre 80.000 y 90.000 huevos, aunque un ejemplar reciente de 33 kg de peso arrojó un recuento de 110.000 huevos viables.
El bacalao de Murray desova en primavera, impulsado por el aumento de la temperatura del agua y del fotoperiodo (duración de la luz diurna). Inicialmente, los biólogos piscícolas que trabajaban con el bacalao del Murray consideraban que las inundaciones primaverales y las temperaturas de 20-21 °C (68-70 °F) eran necesarias y que las inundaciones primaverales son fundamentales para el éxito del reclutamiento (es decir, la investigación más reciente ha demostrado que el bacalao del Murray se reproduce anualmente, con o sin inundaciones primaverales, y a temperaturas tan bajas como 15 °C (59 °F).  Además, investigaciones recientes han mostrado abundantes presas epibentónicas/epífitas (que viven en el fondo y se aferran a los bordes) en ríos de tierras bajas no inundados, rasgos en las larvas de bacalao del río Murray que deberían permitir la supervivencia en una variedad de condiciones difíciles, y una proporción significativa de larvas de bacalao del río Murray que se alimentan con éxito en ríos no inundados.
Las últimas investigaciones también han demostrado que, de hecho, el bacalao del Murray vive todo su ciclo vital dentro del cauce principal del arroyo. Las ideas anteriores de que el bacalao del río Murray desova en las llanuras aluviales, o que las larvas se alimentan en ellas, son incorrectas. El bacalao del río Murray se reproduce en el canal principal del río o, en épocas de crecida primaveral, en la parte superior inundada del canal principal y los canales tributarios, pero no en las llanuras de inundación. Las larvas de bacalao del río Murray se alimentan en el cauce principal del río o, en épocas de crecida primaveral, en la parte superior inundada del cauce principal y en el límite entre el cauce y la llanura aluvial, pero no en la llanura aluvial.
En ocasiones, el desove va precedido de movimientos río arriba o río abajo. Los bacalaos del Murray rastreados por radio en el río Murray se han desplazado hasta 120 km río arriba para desovar, antes de regresar exactamente al mismo lugar de donde partieron, un comportamiento inusual en un pez de agua dulce. Décadas de observaciones por parte de pescadores recreativos y comerciales sugieren que estos movimientos primaverales de desove son comunes en toda el área de distribución geográfica del bacalao del Murray. El desove se inicia mediante emparejamientos y rituales de cortejo. Durante el ritual de cortejo se selecciona y limpia un lugar para el desove: superficies duras como rocas en ríos de tierras altas y embalses, y troncos y ocasionalmente bancos de arcilla en ríos de tierras bajas, a una profundidad de 2-3 metros (6,6-9,8 pies). La hembra deposita los huevos grandes y adhesivos en forma de estera sobre la superficie de desove, que el macho fertiliza. A continuación, la hembra abandona el lugar de desove. El macho se queda para vigilar los huevos durante la incubación, que dura de seis a diez días (dependiendo de la temperatura del agua), y para vigilar las larvas nacidas durante una semana más o menos hasta que se dispersan. Las larvas se dispersan desde el nido flotando a la deriva en las corrientes fluviales durante la noche, y continúan este comportamiento entre cuatro y siete días. Durante este proceso de dispersión, las larvas absorben simultáneamente el resto de su saco vitelino y comienzan a alimentarse de pequeños macroinvertebrados y microinvertebrados epibentónicos/epífitos (que viven en el fondo y se adhieren a los bordes) en las primeras fases de su vida. Es posible que el bacalao del Murray sea el primer pez de agua dulce identificado con una unión en pareja a largo plazo en su repertorio de estrategias de apareamiento en la naturaleza.
La relación entre los caudales de los ríos y el reclutamiento del bacalao del Murray es más compleja de lo que se pensaba en un principio, y en los ríos menos regulados, el bacalao del Murray puede ser capaz de reclutar en una serie de condiciones que incluyen caudales bajos estables. (Ahora se ha demostrado un reclutamiento significativo de bacalao del Murray en condiciones de bajo caudal en ríos de tierras bajas menos regulados). Esta información también sugiere que las causas de degradación no relacionadas con la regulación fluvial están desempeñando un papel más importante en la supervivencia y el reclutamiento de las larvas de bacalao de Murray de lo que se pensaba en un principio; la competencia de un número extremadamente elevado de larvas de carpa invasora está afectando negativamente a la supervivencia y el reclutamiento de las larvas de bacalao de Murray en un grado mucho mayor de lo que se pensaba en un principio; y que décadas de sobrepesca están desempeñando un papel mucho más importante en el estado actual de las poblaciones de bacalao de Murray, a través del agotamiento de los adultos reproductores, de lo que se pensaba en un principio.
Estos resultados no significan que la regulación fluvial y la extracción de agua no hayan tenido efectos adversos sobre las poblaciones de peces. Al contrario, la regulación fluvial ha sido un factor importante en el declive del bacalao del Murray y otros peces autóctonos. La contaminación térmica también es un problema importante, las pruebas indican que las inundaciones primaverales pueden provocar fuertes episodios de reclutamiento de bacalao de Murray (que pueden ser importantes para mantener las poblaciones de bacalao de Murray a largo plazo), y la salud de los ecosistemas fluviales de las tierras bajas australianas depende en general de las inundaciones primaverales periódicas. Además, debido a la regulación de la mayoría de los ríos del sistema Murray-Darling, principalmente con fines de regadío, sólo las crecidas primaverales excepcionales consiguen «liberarse». Ante este hecho, la viabilidad a largo plazo del bacalao salvaje del Murray, de otras especies de peces autóctonos y de los ecosistemas fluviales es motivo de gran preocupación.

## Conservación

### Historia
El bacalao del Murray era originalmente el pez autóctono de gran tamaño más común en la cuenca Murray-Darling. Contrariamente a lo que se afirma en algunas publicaciones del departamento de pesca, los primeros descensos graves del bacalao del Murray se debieron a la sobrepesca. En la segunda mitad del siglo XIX y principios del XX, el bacalao del Murray fue capturado en grandes cantidades por pescadores comerciales y recreativos. Por ejemplo, en 1855 se inició una operación de pesca comercial en el río Murray, cerca de Echuca, dirigida al bacalao del Murray en cientos de kilómetros de río y, sin embargo, en el plazo de ocho años, el principal periódico estatal, The Argus, planteó serias preocupaciones sobre la sostenibilidad de esta operación y quejas sobre la casi ausencia de bacalao del Murray en sus zonas de pesca intensiva. Sin embargo, el esfuerzo pesquero siguió aumentando en la región, de modo que a finales de la década de 1880 y principios de la de 1890 se capturaron cerca de Echuca entre 40.000 y 150.000 kg de bacalao, principalmente bacalao Murray (entre 7.500 y 27.000 peces, con un peso medio de 5. Asimismo, en 1883 se enviaron a Melbourne más de 147.000 kg de bacalao de Murray desde una sola ciudad ribereña (Moama). En la década de 1920, el bacalao del Murray había sido sobreexplotado hasta el punto de que las operaciones de pesca comercial a gran escala ya no eran viables. En esa época, los pescadores recreativos realizaban capturas igualmente excesivas con cañas y carretes, líneas de mano, palangres, redes de tambor, redes de enmalle e incluso explosivos. Quizá la mejor forma de resumir esta sobrepesca extrema y su impacto en las poblaciones de bacalao salvaje del Murray sea un breve artículo publicado en 1929 en el Register News (un periódico de Australia Meridional):
En [los últimos] 29 años los habitantes de Melbourne han consumido 26.214.502 libras (casi 11.703 toneladas) [11.915.683 kg] de bacalao Murray. El Superintendente de Mercados (Sr. G. B. Minns) incluyó estas cifras en una declaración que hizo hoy señalando que el suministro estaba disminuyendo. En 1918, el año pico, se recibieron 2.229.024 lb [1.011.068 kg] en el mercado, pero desde 1921, cuando se enviaron 1.101.520 lb [499.640 kg] a Melbourne, el suministro ha disminuido. El año pasado [1928] sólo fue de 249.950 kg [551.040 lb].
Veinte años después, el ecologista acuático J. O. Langtry criticó la fuerte presión pesquera, tanto en forma de pesca comercial incontrolada a pequeña escala como de pesca ilegal desenfrenada, que encontró en todos los tramos del río Murray que investigó entre 1949 y 1950.
Una lectura minuciosa de los artículos de prensa y los informes gubernamentales históricos revela que la historia del bacalao salvaje del Murray entre mediados del siglo XIX y mediados del siglo XX fue una historia de agitación ciudadana, inacción gubernamental y declive continuo de las poblaciones. Durante décadas, los residentes de las riberas, los pescadores comerciales, los pescadores recreativos, los inspectores locales de pesca, los minoristas de pescado y otras personas se quejaron en los periódicos y otros foros de la disminución de las poblaciones de bacalao de Murray, a lo que el gobierno se negaba o, por el contrario, realizaba varias investigaciones ineficaces sobre las poblaciones y la pesca del bacalao del Murray y tomaba varias medidas de control ineficaces. El debate sobre la excesiva presión pesquera, el número de pescadores, el número de redes, el tamaño de las mallas, los límites de bolsa, los límites de tamaño mínimo y la captura de bacalao pequeño, las temporadas de veda y la captura de bacalao en desove lleno de huevos durante la primavera, y otras cuestiones diversas, continuó sin resolverse. Los reglamentos de pesca no se modificaron, o se modificaron y en gran medida no se aplicaron y se ignoraron por completo. Continuó la fuerte presión de la pesca comercial, recreativa e ilegal. El resultado final fue una población de bacalao del Murray, inicialmente abundante, que se redujo continuamente hasta que a principios y mediados del siglo XX surgieron otros factores, como la regulación fluvial (enumerados más adelante), que llevaron a la especie a un declive aún mayor. Todos estos factores de declive dejaron a este icónico pez australiano en una situación peligrosa. Actualmente existe preocupación por la supervivencia a largo plazo de las poblaciones salvajes de bacalao del Murray.

### Situación actual

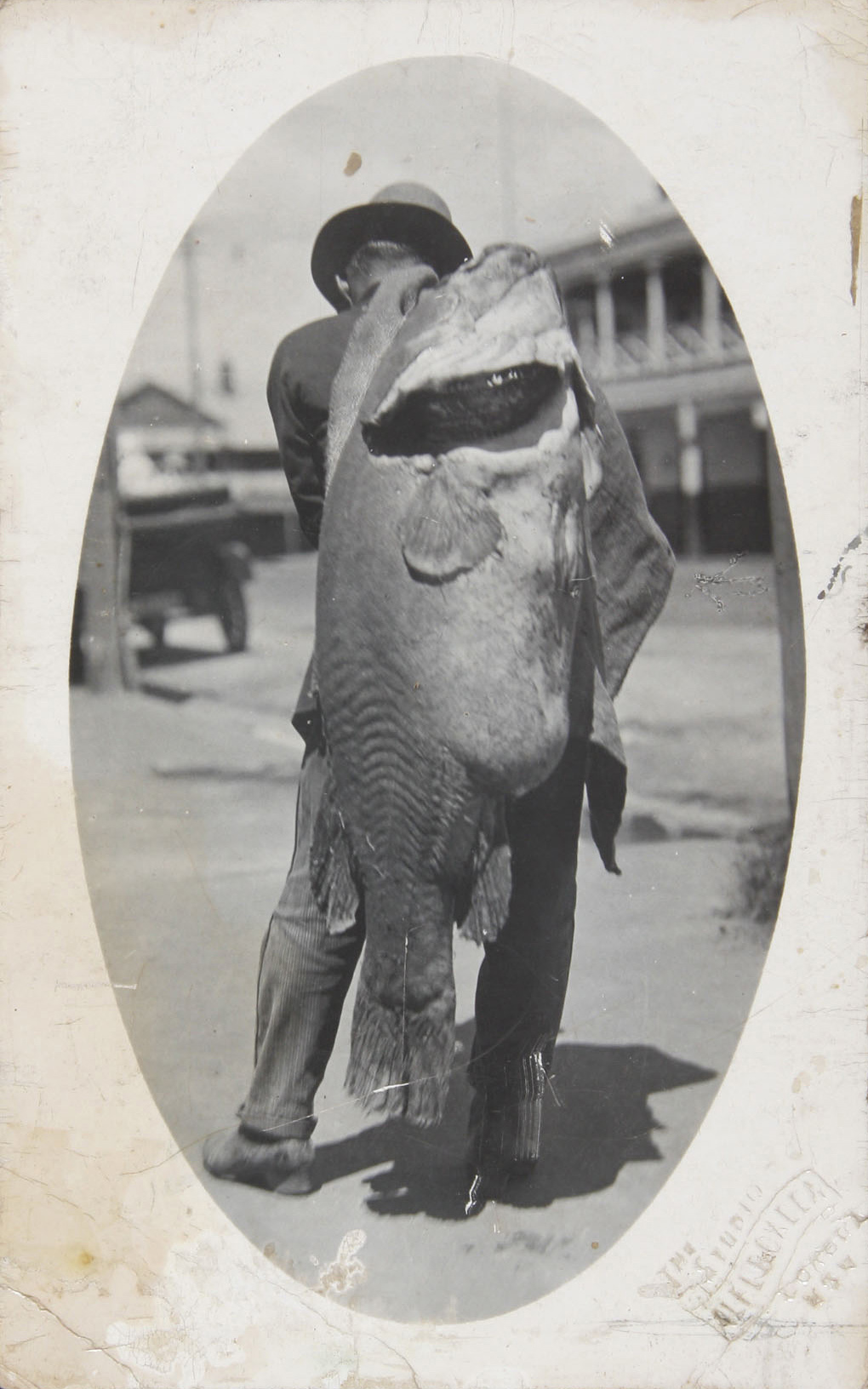
La sobrepesca extrema del bacalao del Murray a finales del, provocó los primeros fuertes descensos de la especie. Estas capturas eran típicas de la época.

Desde el 3 de julio de 2003 y a partir de agosto de 2023, el bacalao del Murray figura en la lista de especies vulnerables de la Ley EPBC (Ley de Protección del Medio Ambiente y Conservación de la Biodiversidad de 1999). Figura como especie de preocupación menor en la Lista Roja de Especies Amenazadas de la UICN, pero según la legislación estatal, tanto en Australia Meridional como en Victoria, es una especie en peligro.
Un estudio publicado en Biological Conservation en marzo de 2023 enumeraba 23 especies que los autores consideraban que ya no cumplían los criterios como especies amenazadas en virtud de la Ley EPBC, incluido el bacalao del Murray. El equipo, dirigido por John Woinarski de la Universidad Charles Darwin, examinó todas las especies que figuraban como amenazadas en virtud de la ley en 2000 y 2022. El bacalao del Murray era el único pez de la lista, y la razón de su evaluación era «recuperación real durante el periodo 2000-2022, tras un largo periodo de declive».

### Amenazas

#### Sobrepesca
Mientras que la sobrepesca comercial y recreativa extremadamente severa en el siglo XIX y principios del XX causó los primeros descensos fuertes del bacalao del Murray, la sobrepesca por parte de los pescadores recreativos, ayudada por una normativa pesquera inadecuada, continúa hoy en día y sigue siendo una amenaza extremadamente grave para el bacalao de Murray. El actual límite de talla de 60 centímetros en la mayoría de los estados es inadecuado ahora que los estudios científicos han documentado la talla media en la madurez sexual del bacalao del Murray. Esto y los datos de capturas y los ejercicios de modelización informática sobre las poblaciones salvajes de bacalao de Murray indican que medidas como aumentar el límite de talla a 70 centímetros y reducir los límites de bolsa y posesión de 2 y 4 peces respectivamente a 1 pez son urgentemente necesarias para mantener la viabilidad a largo plazo de las poblaciones salvajes de bacalao del Murray. Desde noviembre de 2014, el Departamento de Pesca de Nueva Gales del Sur ha introducido un límite de talla máxima de 75 centímetros para el bacalao del Murray con el fin de proteger a los grandes peces reproductores, así como un nuevo límite de talla mínima de 55 centímetros.
Aunque a veces no se tienen en cuenta los efectos de la pesca con caña en el panorama general actual, estudios recientes sobre la población han demostrado que, si bien todas las clases anuales están bien representadas hasta la talla mínima legal para la pesca con caña (actualmente 60 centímetros en la mayoría de los estados), por encima de esa talla, el número de peces se reduce drásticamente casi hasta la inexistencia en muchas aguas. Se ha hecho cierto hincapié en los resultados de dos pequeñas encuestas que sugieren que la mayoría de los bacalaos del Murray son liberados por pescadores con caña. Sin embargo, hay cuestiones válidas en cuanto a la representatividad de estos estudios, estos estudios no explican la dramática desaparición de un gran número de juveniles de bacalao del Murray exactamente en el límite de tamaño mínimo, y lo más importante, cualquier énfasis en estas encuestas pierden el punto fundamental - como una especie grande, de larga vida con fecundidad relativamente baja y retraso en la madurez sexual las poblaciones salvajes de bacalao de Murray son extremadamente vulnerables a la sobrepesca, incluso con sólo modesta muerte de pescadores. Un endurecimiento de la normativa pesquera para el bacalao salvaje del Murray, como se ha mencionado anteriormente, y un cambio por parte de los pescadores a un enfoque de captura y liberación para el bacalao salvaje de Murray aliviaría este problema. Reconociendo estos problemas, a finales de 2014 los departamentos de pesca de Nueva Gales del Sur y Victoria modificaron sus reglamentos para que ahora se aplique un límite de ranura de 55 a 75 cm en estos estados. (Es decir, solo se puede capturar bacalao del Murray de entre 55 y 75 cm; los que estén por encima y por debajo de este rango de tamaño o «slot» deben ser liberados). Esta medida debería tener efectos positivos para la población de bacalao de Murray al proteger y aumentar la proporción de bacalao de Murray reproductor de gran tamaño.
Otro problema es que el bacalao del Murray capturado y liberado en invierno, mientras desarrolla sus huevos, o en primavera antes del desove, reabsorbe sus huevos y no desova. Este puede ser un problema menor en comparación con algunas de las otras amenazas a las que se enfrenta el bacalao de Murray, sin embargo, los pescadores preocupados intentan evitar la captura de bacalao de Murray salvaje en estas épocas. En este momento existe una veda para el periodo de desove de primavera, durante el cual los pescadores no están autorizados a pescar bacalao del Murray, ni siquiera en la modalidad de captura y liberación.

#### Efectos de la regulación fluvial
El río Murray y sus afluentes meridionales presentaban originalmente un régimen de caudales altos en invierno, caudales altos e inundaciones en primavera y caudales bajos en verano y otoño. La cría del bacalao del Murray y de otros peces autóctonos del Murray-Darling estaba adaptada a estos patrones naturales de caudal. La regulación fluvial para el regadío ha invertido estos patrones naturales de caudal, con efectos negativos sobre la cría y el reclutamiento del bacalao de Murray. El Murray y la mayoría de los afluentes meridionales experimentan ahora caudales de riego elevados en verano y otoño y caudales bajos en invierno y primavera. Se han eliminado por completo las crecidas pequeñas y medianas, incluida la crecida anual de primavera.
Se calcula que en 1995 los caudales en la desembocadura del río habían descendido a sólo el 27% de los caudales naturales. La probabilidad de que el extremo inferior del Murray experimentara caudales similares a los de la sequía había aumentado del 5% en condiciones naturales al 60% en 1995.
La contaminación térmica es la reducción artificial de la temperatura del agua, especialmente en verano y otoño, provocada cuando se libera agua helada del fondo de los embalses para satisfacer las demandas de riego. Esta supresión de la temperatura suele extenderse varios cientos de kilómetros río abajo. La contaminación térmica inhibe tanto la reproducción del bacalao de Murray como la supervivencia de sus larvas, y en casos extremos inhibe incluso la supervivencia del bacalao del Murray adulto.
Los reguladores fluviales limitan deliberadamente la magnitud y duración de las escasas crecidas que logran escapar de las presas y azudes del sistema Murray-Darling. Cada vez más investigaciones indican que esta práctica de gestión es muy perjudicial y reduce drásticamente los beneficios generales del ecosistema y las oportunidades de reproducción y reclutamiento para el bacalao del Murray y otras especies de peces autóctonas del Murray-Darling que estas crecidas, ahora poco frecuentes, pueden proporcionar.

#### Eventos con aguas negras
Los episodios de aguas negras se están convirtiendo en una grave amenaza para las poblaciones de bacalao salvaje del Murray en los tramos bajos de los ríos. Estos fenómenos se producen cuando las llanuras aluviales y los canales efímeros acumulan grandes cantidades de hojarasca a lo largo de varios años y finalmente se inundan en una crecida. La hojarasca libera grandes cantidades de carbono orgánico disuelto, lo que da al agua un color negro característico e induce una explosión temporal del número y la actividad de las bacterias, que a su vez consumen el oxígeno disuelto, reduciéndolo a niveles perjudiciales o mortales para los peces. (Los peces se asfixian). La temperatura del agua es un regulador crítico de los fenómenos de aguas negras, ya que las temperaturas más altas aumentan la actividad bacteriana y reducen notablemente la capacidad intrínseca de transporte de oxígeno del agua; fenómenos que pueden ser tolerables para los peces en invierno o a principios de primavera pueden ser catastróficos a finales de primavera o en verano debido al aumento de la temperatura del agua.
Los episodios de aguas negras se describen a menudo como fenómenos «naturales»; si bien existen algunos registros históricos de episodios relativamente graves en sistemas más pequeños y efímeros (por ejemplo, el bajo Lachlan o el alto Darling), no hay constancia de episodios graves en el río Murray y sus mayores afluentes meridionales antes de la extracción de agua y la regulación fluvial. En el Murray y en los grandes afluentes meridionales, los episodios muy graves de aguas negras a gran escala son un fenómeno relativamente nuevo pero recurrente y parecen ser un efecto de la regulación fluvial que reduce las inundaciones de invierno/primavera que antes arrastraban anualmente la hojarasca, exacerbado por la disminución a largo plazo de las precipitaciones y los episodios recurrentes de sequía prolongada.
Las inundaciones de 2010 y 2012, que siguieron a la prolongada sequía del milenio (1997-2009), provocaron episodios de aguas negras muy graves; aunque los estudios formales de estos episodios fueron limitados debido a los tiempos de respuesta relativamente rápidos requeridos y a las dificultades logísticas, las fotografías de pescadores y las observaciones de un número extraordinario de bacalaos del Murray muertos durante estos episodios y la caída en picado de las tasas de capturas después de estos episodios muestran que provocaron mortalidades extremadamente elevadas de bacalao del Murray a lo largo de amplias extensiones del río Murray.

#### Barreras físicas al movimiento de los peces
Las presas, azudes y otras barreras en los cursos de agua bloquean la migración de adultos y juveniles de bacalao de Murray e impiden la recolonización de hábitats y el mantenimiento de poblaciones aisladas. Además, un estudio reciente ha demostrado que aproximadamente el 50% de las larvas de bacalao del Murray mueren al pasar por azudes de poca profundidad.

#### Degradación del hábitat / sedimentación
En los últimos 150 años se han eliminado de las tierras bajas de la cuenca Murray-Darling cientos de miles, quizá más de un millón, de troncos sumergidos, sobre todo de eucalipto rojo. La eliminación de tal cantidad de troncos ha tenido efectos devastadores en el bacalao del Murray y en los ecosistemas fluviales. Los troncos son hábitats y lugares de desove fundamentales para el bacalao de Murray. También son fundamentales para el funcionamiento de los ecosistemas fluviales de las tierras bajas, ya que son uno de los pocos sustratos duros de los canales fluviales de las tierras bajas, compuestos por limos finos, y constituyen lugares cruciales para el crecimiento de biopelículas, el pastoreo de macroinvertebrados y la productividad general de las corrientes.
El desbroce de la vegetación y el pisoteo de las riberas por parte del ganado provocan una fuerte sedimentación, que llena los estanques, degrada los ecosistemas fluviales y hace que los ríos y arroyos sean inhabitables para el bacalao del Murray, lo que se ve agravado por la eliminación de la vegetación de ribera, que provoca la sedimentación y degrada los ecosistemas fluviales de muchas maneras.

#### Introducción de carpas
Existe una grave competencia por el alimento entre las larvas y los juveniles tempranos de las carpas introducidas y las larvas y los juveniles tempranos de los peces autóctonos. Las carpas introducidas dominan la fauna piscícola de los ríos Murray-Darling de las tierras bajas; la enorme cantidad de biomasa que ahora ocupan las carpas y el gran número de larvas que producen provoca graves efectos negativos en los ecosistemas fluviales y en los peces autóctonos. Las carpas son el principal vector del parásito introducido Lernaea (Lernaea cyprinacea) y de la tenia asiática (Bothriocephalus acheilognathi).

#### Patógenos introducidos

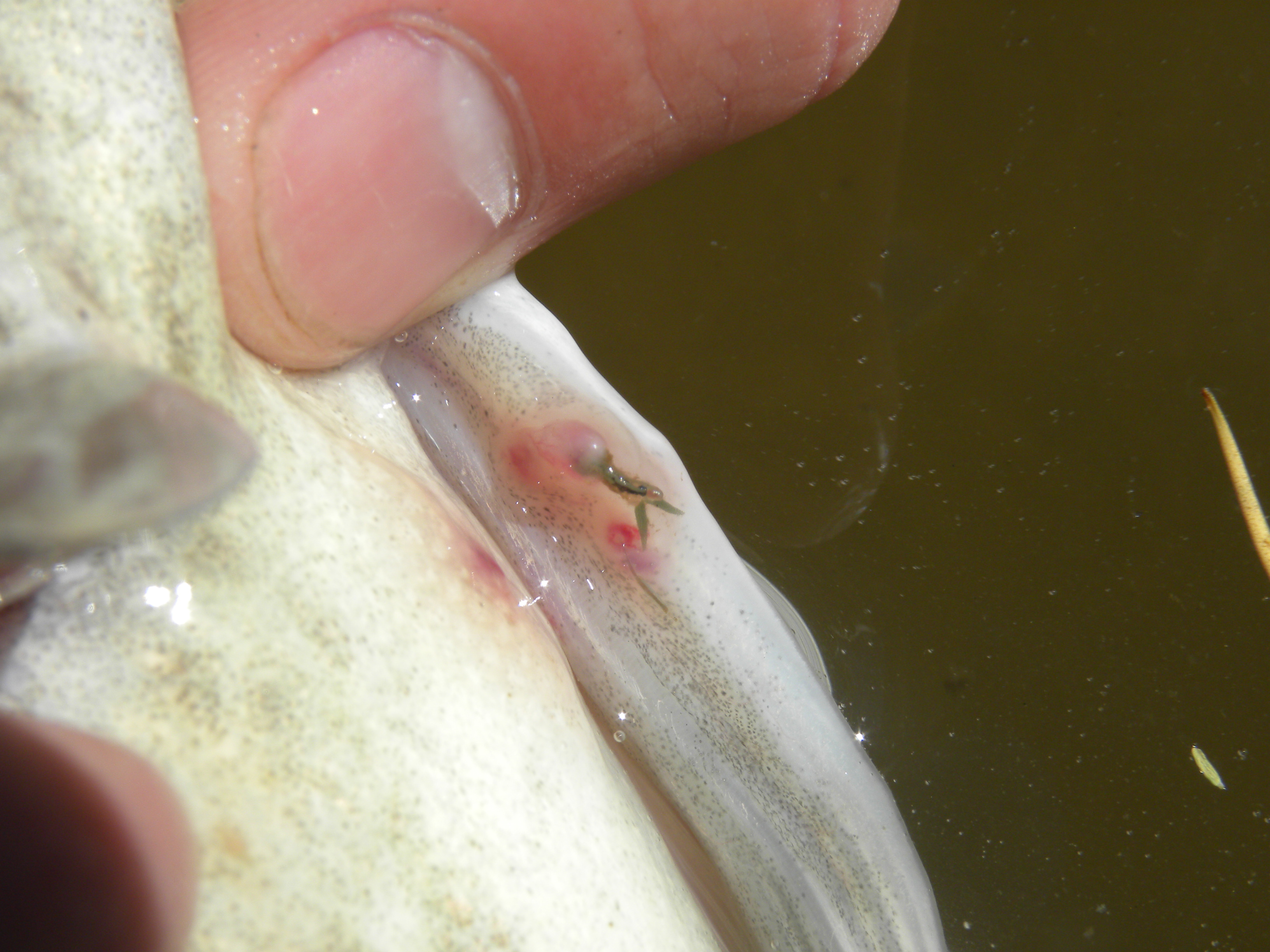
Parásito Lernaea en un bacalao murray

El bacalao del Murray tiene una piel suave y escamas muy finas que lo hacen especialmente vulnerable a las infecciones de enfermedades y parásitos exóticos. Las siguientes enfermedades y parásitos exóticos afectan gravemente al bacalao salvaje de Murray; todas ellas han sido introducidas por importaciones de peces exóticos. Chilodonella es un protozoo unicelular parásito que infecta la piel del bacalao del Murray y ha causado varias muertes graves de bacalao salvaje de Murray. Saprolegnia es un oomiceto parecido a un hongo o «moho de agua» que infecta con frecuencia los huevos de bacalao y la piel de los bacalaos que han sido manipulados bruscamente mediante técnicas deficientes de captura y liberación. (Es esencial que los bacalaos destinados a ser liberados sólo toquen superficies húmedas y frescas y no se depositen sobre superficies duras, secas, ásperas o calientes, por ejemplo, bordas de embarcaciones, suelos de embarcaciones, hierba seca, rocas secas, bancos de grava, toallas o esterillas secas, etc.). También deben mojarse las manos antes de tocarlas. No deben colgarse verticalmente por la boca o las branquias). Las poblaciones salvajes de bacalao de Murray en toda su área de distribución sufren infestaciones extremadamente graves de Lernaea o «gusano del ancla», un copépodo parásito vectorizado por carpas introducidas y que se introduce en la piel del bacalao de Murray. Las heridas por punción de Lernaea suelen infectarse secundariamente por bacterias. Las infestaciones severas de Lernaea probablemente causan la muerte de muchos más bacalaos del Murray adultos de lo que se reconoce comúnmente Ebner informa de un bacalao de Murray adulto joven aparentemente muerto por una infestación severa de Lernaea.

### Medidas de conservación
Los departamentos de pesca de los gobiernos estatales mantienen las poblaciones de bacalao de Murray mediante repoblaciones con peces criados en viveros, especialmente en lagos artificiales. Poco a poco se van reconociendo problemas importantes que afectan a la restauración de las poblaciones de bacalao, como la necesidad de inundaciones en primavera y la excesiva captura por parte de los pescadores, pero aún no se han resuelto definitivamente. Otros problemas, como la repoblación de bacalao de Murray en zonas donde se está recuperando el bacalao trucha (M. macquariensis), fomenta la hibridación y debe tenerse en cuenta en futuros programas de repoblación.

## Relación con los humanos

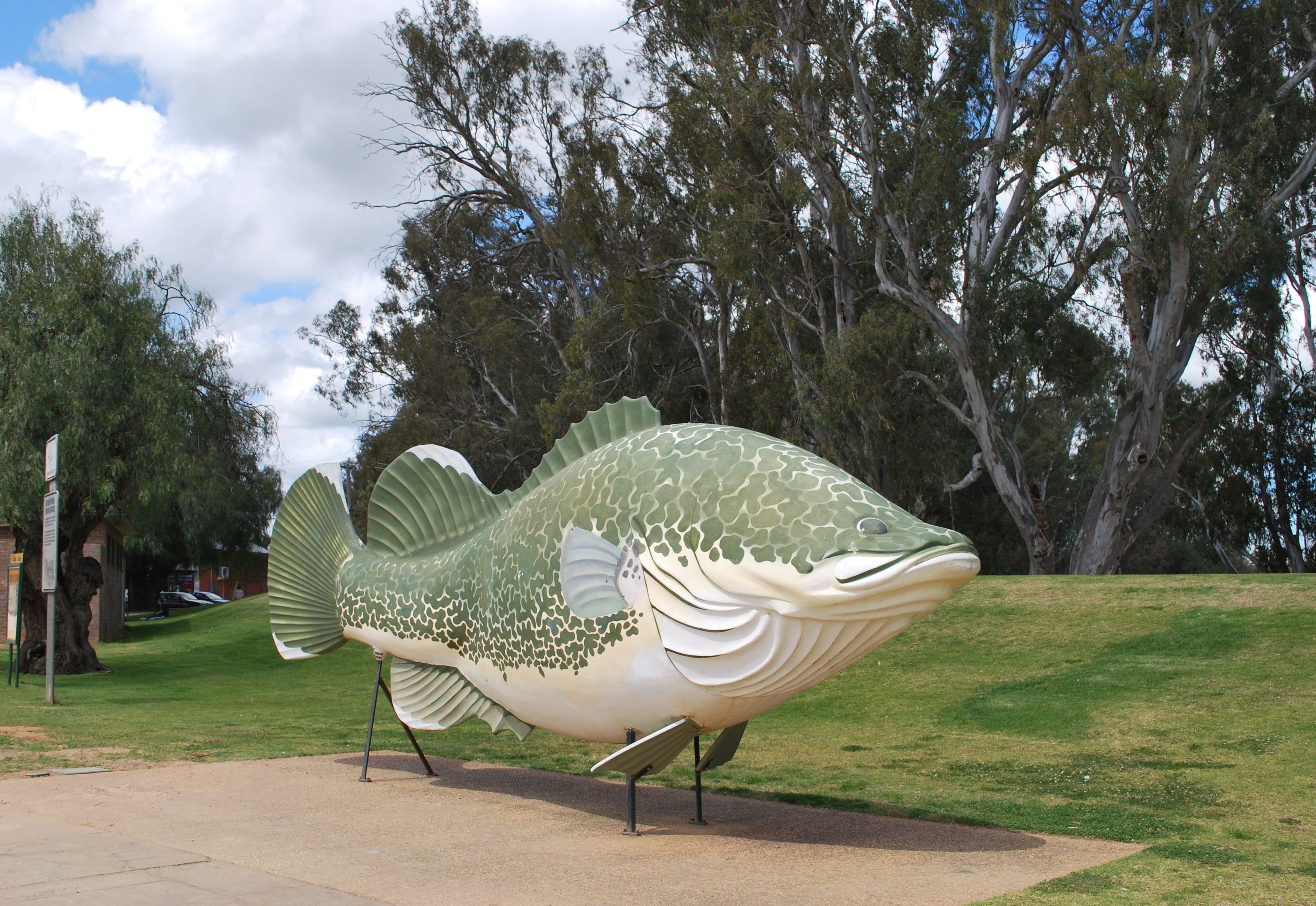
Estatua de un bacalao de Murray en Tocumwal, Nueva Gales del Sur

El bacalao del Murray desempeña un papel muy importante en la mitología de muchas tribus aborígenes de la cuenca Murray-Darling, y para algunas tribus, sobre todo las que viven a lo largo del río Murray, el bacalao del Murray era la especie icono. Los mitos de estas tribus describen la creación del río Murray por un gigantesco bacalao del Murray que huye por un pequeño arroyo para escapar de un cazador de renombre. En estos mitos, el bacalao Murray que huye agranda el río y los golpes de su cola crean las curvas en él. Al final, el bacalao es alanceado cerca de la desembocadura del río Murray, cortado en trozos y devueltos al río. Los trozos se convierten en todas las demás especies de peces del río. La cabeza del bacalao se conserva intacta, se le dice que «siga siendo bacalao del Murray» y también se devuelve al río.
El bacalao del Murray sigue desempeñando un papel importante en la cultura de los pueblos de las Primeras Naciones a lo largo de los ríos Murray y Darling y en la cuenca Murray-Darling en general.

## Acuicultura
El bacalao del Murray tiene fama de ser un pescado de buen sabor para comer. En los últimos años, a pesar de la disminución de la población salvaje, se está capturando en piscifactorías.
Desde hace tiempo se sabe que el bacalao del Murray puede trasladarse a aguas embalsadas. En la década de 1850, el terrateniente Terence Aubrey Murray pobló un gran y hermoso estanque -la laguna de Murray, al norte del lago George- con bacalao de Murray pescado en el río Molonglo, en Yarralumla, otra propiedad de Murray. En algún momento, el billabong se desbordó e introdujo el bacalao de Murray en el propio lago, ligeramente salobre. Se reprodujeron rápidamente y, desde la década de 1850 hasta la de 1890, abundaron en el lago George. Debido a la prolongada sequía de la Federación, en 1902 el lago se secó por completo. En su búsqueda de agua para sobrevivir, el bacalao de Murray acudió en masa a las desembocaduras de los pocos arroyos pequeños que alimentaban el lago y murió allí por millares.
En la cría del bacalao Murray se utiliza harina y aceite de pescado como alimento, pero esta especie tiene una mejor proporción de «peces salvajes que entran y peces de piscifactoría que salen» que otras especies de piscifactoría, como la trucha arco iris y el salmón atlántico. Su precio es superior al de esas especies. Cada vez se cría más en grandes embalses que retienen el agua utilizada para regar las tierras de cultivo, donde la presencia de efluentes producidos por los peces no supone un problema.